# Luis Marquetti
Luis Marquetti (24 de agosto de 1901 - 30 de julio de 1991) fue un compositor cubano. 
Nació en el pueblo de Alquízar.

## Carrera
Luis Marquetti fue uno de los grandes compositores del bolero, a lo largo de contemporáneos como Orlando de la Rosa, Pedro Junco, René Touzet, Mario Fernández Porta, Isolina Carrillo, Osvaldo Farrés, Felo Bergaza, Adolfo Guzmán y Juan Bruno Tarraza.
Marquetti fue el autor de la canción Deuda, popularizada por una variedad de músicos dentro y fuera de Cuba.
Llegó al gran público a través de la voz de Pedro Vargas, quien contrajo a grabar Deuda para RCA Víctor en Nueva York.
Entre 1946 y 1957 tuvo más de 30 de sus obras interpretadas por más de 100 artistas. En la radio de Cuba sus éxitos fueron realizados por la Sonora Matancera, Daniel Santos, Celia Cruz, Leo Marini, Bobby Capó, Celio González y Vicentico Valdés. En la década de 1950, mientras la música popular obtuvo una audiencia a través de la venta de discos de 45 RPM, la obra de Marquetti se extendió por toda la isla. En 1984 la empresa de grabación Areíto (EGREM) sacó una recopilación de sus grabaciones anteriores llamada Un Nuevo Corazón. Su música se encuentra en la televisión cubana, sobre todo durante la década de 1980. Sus canciones se utilizaron en el cine cubano tanto como el mexicano desde la década de 1950 hasta la década de 1990. Sus temas también han aparecido en el ballet cubano.
En mayo de 1952 el cantante y compositor boricua Bobby Capó rompió las barreras discriminatorias impuestas por CMQ, la más importante red en el país en ese momento, que se negó a promulgar el trabajo de Marquetti debido al color de su piel. Cuando Capó incluye a Deuda de Marquetti en grabaciones que hacía en Nueva York, un representante de la red manifestó el problema, pero Capó se negó a excluir dicho bolero. La canción fue luego incluida, pero no oficialmente. Más protesta de Capó y otros trajeron suficiente presión que Deuda fue al final correctamente incluida en el programa.
En los últimos años Deuda ha sido grabada por Cheo Feliciano y, refrescando una versión de Arsenio Rodríguez, fue incluida en el disco Buena Vista Social Club, cantada por Ibrahim Ferrer.

## Catálogo
- A ti, madrecita mía, 1941
- A ti que te pasa, 1956
- Allí donde tú sabes, 1948
- Alquízar, 1992
- Alma de azúcar, 1941
- Amor en Navidad, 1957
- Amor que malo eres, 1950
- Aquí entre nosotros, 1945
- Así te besaré, 1946
- Así no vengas, 1947
- Boletera, 1951
- Cada segundo te alejas más, 1992
- Caminito del abismo, 1954
- Cañaveral, 1950
- Con quien es, 1943
- Cualquiera se equivoca, 1950
- Cuba en mí, 1947
- Cuenta nueva, 1950
- De mis noches te reservo la mejor, 1992
- De ti la vida, 1943
- Debemos decidir, 1955
- Denúncieme señora, 1952
- Desastre, 1954
- Desde mi carreta, 1942
- Deuda, 1945
- El momento que vivimos, 1947
- En una frase, 1943
- Enséñame a deletrear, 1941
- Entre espumas, 1946
- Esta noche a las diez, 1943
- Este anochecer, 1966
- Este desengaño, 1947
- Fue realidad, 1949
- Hoy que la luna te regala su presencia, 1981
- Iba a suceder, 1947
- Iguales, 1946
- La quinta parte, 1947
- La verdad de mi canción, 1992
- Las Américas Unidas, 1941
- Las cosas de mi tierra, 1942
- Llegaste primavera, 1967
- Llevarás la marca, 1947
- Lo que eres tú, 1942
- Me robaste la vida, 1947
- Mi negrona, 1941
- Mírame de frente, 1956
- No es mucho, 1964
- No me avergüenza, 1954
- No me culpes, 1948
- No te vayas, 1941
- Nuestro problema, 1956
- Pacté con Dios, 1953
- Plazos Traicioneros, 1953
- Porfiado corazón, 1951
- Precaución, 1948
- Promesas de un campesino, 1946
- Rectifiquemos, 1955
- Robaré tu propio corazón, 1992
- Sabor de conga, 1941
- Si te lo digo, 1941
- Sigue tu canto, 1941
- Son de maíz, 1941